# Mucor saturninus
Mucor saturninus är en svampart som beskrevs av Hagem 1910. Mucor saturninus ingår i släktet Mucor och familjen Mucoraceae.   Inga underarter finns listade i Catalogue of Life.